# Tomer Shushan
Tomer Shushan (geboren ca. 1988) ist ein israelischer Filmregisseur und Drehbuchautor.

## Leben
Tomer Shushan kam über seinen Wehrdienst zum Film. Er diente als Fotograf und war sehr angetan davon, Momente mit einer Kamera zu dokumentieren. So studierte er nach der Ableistung seines Militärdienstes Film. Während seines Studiums drehte er vier Kurzfilme und zwei Kurzdokumentationen. 2014 wurde sein Kurzfilm A Sight einem größeren Publikum vorgestellt. Er handelte über eine verbotene Liebe zwischen einer marokkanischen Jüdin und einem arabischen Mann.
2020 erschien White Eye, ein One-Shot-Kurzfilm über einen Fahrraddiebstahl. Der Film handelt von expliziten und subliminalen Vorurteilen gegen Migranten. Der Film basierte auf einer ähnlichen Situation, die Shushan selbst erlebte. Es ist sein erster Film nach der Filmschule. er wurde produziert von der Makor Film Foundation. White Eye gewann das Haifa International Film Festival in der Kategorie bester Kurzfilm, einen Jury Award beim Lighthouse International Film Festival sowie die Kategorie bester Kurzfilm beim South by Southwest. Shushan wurde als bester Regisseur beim Rio de Janeiro Curta Cinema ausgezeichnet. Der Film wurde bei der Oscarverleihung 2021 zudem als bester Kurzfilm nominiert.